# Зинченко, Юрий Петрович
Ю́рий Петро́вич Зи́нченко (род. 23 декабря 1966, Краснодар) — российский психолог, организатор образования и науки, академик РАО, член-корреспондент РАН, доктор психологических наук, профессор, декан факультета психологии Московского государственного университета имени М. В. Ломоносова (с 2006), президент Российского психологического общества (с 2007), директор Федерального научного центра психологических и междисциплинарных исследований (с 2020, до 2023 года — Психологический институт РАО). Лауреат Премии Правительства Российской Федерации в области образования (2010), заслуженный деятель науки Российской Федерации (2022).
Член Совета при Президенте Российской Федерации по науке и образованию(2020), член Президиума Высшей аттестационной комиссии при Минобрнауки РФ, вице-председатель Российского общества «Знание», член Совета при Президенте Российской Федерации по реализации государственной политики в сфере защиты семьи и детей. В 2018—2021 годах — президент Российской академии образования.

## Биография
Родился 23 декабря 1966 года и вырос в городе Краснодаре, где окончил с отличием среднюю школу в 1984 году, в этом же году поступил на химический факультет Кубанского государственного университета, по окончании первого курса в 1985 году был призван в ряды Вооружённых сил, где прослужил до 1987 года.
В 1987 году поступил в Московский государственный университет имени М. В. Ломоносова.
Во время обучения избирался Президентом и был соорганизатором Студенческого совета МГУ, руководил студенческим отрядом факультета психологии. Был организатором и первым президентом Евразийской студенческой ассоциации, тесно сотрудничающей с Евразийской ассоциацией университетов и Российским союзом ректоров (Президент академик В. А. Садовничий).
При поддержке ректора МГУ академика В. А. Садовничего организовал ежегодную Международную научную конференцию студентов, аспирантов и молодых учёных, впоследствии получившую эгиду ЮНЕСКО.
Окончил факультет психологии МГУ в 1993 году и аспирантуру там же в 1997 году.
С 1997 года преподаёт на факультете психологии МГУ, научный руководитель магистерской программы «Киберпсихология и психология в цифровом мире»; также читает курсы на других факультетах МГУ.
В 1998 году присвоена степень кандидата психологических наук.
В 2003 году в Санкт-Петербургском государственном университете  защитил диссертацию на соискание степени доктора психологических наук.
Заведующий кафедрой методологии психологии с 2003 года, декан факультета психологии МГУ с 2006 года.
Президент Российского психологического общества с 2007 года. Российское психологическое общество в 2007—2008 годах провело большую работу по организации региональных отделений, которые осуществляют свою деятельность в 65 субъектах всех федеральных округов Российской федерации.
В 2008 году по его инициативе Российское психологическое общество возобновило свою деятельность в рамках Международного союза психологической науки при ЮНЕСКО.
В 2009 году Российское психологическое общество было принято в члены Европейской Федерации психологических ассоциаций.
В 2016 году РПО заключило договоры и усилило сотрудничество с Американской, Испанской, Индонезийской психологическими ассоциациями и Панафриканским психологическим союзом.
В 2019 году впервые в России, в Москве Российское психологическое общество организовало крупнейшее психологическое событие — XVI Европейский психологический конгресс, в котором приняли участие психологи из 98 стран мира.
В 2020 году готовится учреждение психологической ассоциации стран БРИКС и АСЕАН.
Член-корреспондент Российской академии образования с 2009 года, академик РАО с 2014 года. С 2013 года во время президентства академика РАО Л. А. Вербицкой — главный учёный секретарь, вице-президент РАО. Президент РАО с 2018 по 2021 год.
С 2013 года — главный внештатный специалист по медицинской психологии Министерства здравоохранения РФ.
Был главным инициатором создания проекта федерального закона «О психологической помощи в Российской Федерации».
Награждён Министерством образования и науки РФ медалью Л. С. Выготского (2016).
Награждён Нагрудным знаком «Почётный работник высшего профессионального образования Российской Федерации» (2007).
Награждён Премией города Москвы в области образования «За большой вклад в разработку системы методического сопровождения цифрового образования для педагогов образовательных учреждений города Москвы по вопросам внедрения новых технологий в обучение и воспитание детей и подростков» (2018).
В 2020 году объявлена Благодарность Президента Российской Федерации «За большой вклад в подготовку и проведение XVI Европейского психологического конгресса».
С 2020 года — член Президиума межведомственного совета по присуждению премий Правительства Российской Федерации в области образования.
Член президиума ВАК при Минобрнауки России. Член Совета при Президенте РФ по реализации государственной политики в сфере защиты семьи и детей, член Совета при Президенте РФ по науке и образованию, главный внештатный специалист по медицинской психологии Министерства здравоохранения РФ, главный внештатный педагог-психолог Министерства просвещения РФ, член Президентского совета Международного союза психологической науки при ЮНЕСКО, член Президентского совета Европейской Федерации психологических ассоциаций. Член редакционной коллегии журнала «Общественное здоровье».
Член Комиссии Российской Федерации по делам ЮНЕСКО.
Член-корреспондент Российской академии наук с 2025 года

## Научная деятельность
Ю. П. Зинченко автор 329 статей и 59 книг в отечественных и зарубежных изданиях, в том числе на иностранных языках, 284 докладов на конференциях.
IstinaResearcherID (IRID): 550775
Scopus Author ID: 26655128800
Основные работы (книги):
- Психология саморегуляции. Эволюция подходов и вызовы времени. — М.; СПб. : Нестор-История, 2020.— 472 с[21]
- Векторная психофизиология: от поведения к нейрону. — М.: МГУ, 2019—768 с. — ISBN 978-5-19-011301-3
- Психологическая безопасность личности: учебник и практикум для бакалавриата, специалитета и магистратуры. — М.: Юрайт, 2019—222 с. — ISBN 978-5-534-09996-6
- Олимпиада школьников «Ломоносов» по психологии: методические рекомендации — М.: КДУ, 2013. — 112 с. —ISBN 978-5-98227-867-8
- Методологические проблемы психологии безопасности: личность, общество, государство (монография) — М.: МГУ, 2011. — 952 с. — ISBN 978-5-9217-0050-5
- Психология виртуальной реальности (монография) — М.: МГУ, 2011. — 360 с. — ISBN 978-5-9217-0051-2
- Психология спорта (монография) — М.: МГУ, 2011. — 424 с. — ISBN 978-5-9217-0048-2
- Теоретико-методологические основания психологических исследований: детерминация и социальное значение (монография) — М.: МГУ, 2011. — 308 с. — ISBN 978-5-8429-0972-8
- Psychology in Russia: State of the Art. — М.: МГУ, 2012, 568 с. — ISSN 2074-6857

Под руководством Ю. П. Зинченко защищено 2 докторские и 10 кандидатских диссертаций.
В 2008 году инициировал создание и стал главным редактором первого российского психологического научного журнала на английском языке "Psychology in Russia: State of the Art.
Научно-исследовательские проекты Ю. П. Зинченко:
- Федеральная целевая программа «Научные и научно-педагогические кадры инновационной России» на 2009—2013 гг., мероприятие № 1.1 Проведение научных исследований коллективами научно-образовательных центров «Разработка инновационных методов научно-исследовательской, образовательной и практической деятельности психолога с применением технологий виртуальной реальности» 2009—2011 гг.
- Федеральная целевая программа «Научные и научно-педагогические кадры инновационной России» на 2009—2013 гг., мероприятие № 1.1 Проведение научных исследований коллективами научно-образовательных центров «Применение технологий виртуальной реальности в разработке инновационных методов изучении когнитивных процессов человека (Соглашение № 8011 от 18.06.2012)» 2012—2013 гг.
- Разработка концепции информационной безопасности детей и подростков (ГК № 0173100013813000018 от 8.10.2013)
- Грант РНФ № 15-18-00109 «Этнокультурная идентичность как фактор социальной стабильности: разработка системной модели изучения и формирования позитивных межэтнических и межконфессиональных установок с позиции постнеклассической парадигмы (с использованием технологии виртуальной реальности и аппаратных программных комплексов)»[22]
- Грант РФФИ № 17-29-09167 «Разработка междисциплинарной модели влияния русского языка на этнокультурную идентичность россиян в условиях русско-национального двуязычия и многоязычия»[23]
- Грант РФФИ № 19-013-20175 «XVI Европейский психологический конгресс»[24]

### Обвинения в плагиате и отзыв публикации
В 2020 году редакционным советом журнала была аннулирована публикация тезисов на конференции авторства Первичко Е. И. и др. (Зинченко Ю. П. — третий соавтор) «Correlation of Parameters of Endogenous Opioid System with Personality Traits and Anxiety Level in Patients with Mitral Valve Prolapse», вышедшая в 2016 году в дополнении к журналу «International Journal of Psychophysiology: Official Journal of the International Organization of Psychophysiology», в связи с плагиатом.
Комиссия факультета психологии МГУ по этике научных исследований и комиссия Российского психологического общества по научным изданиям подтвердили заявление Ю. П. Зинченко о том, что он был включён в список соавторов текста тезисов Е. И. Первичко и др. «Correlation of Parameters of Endogenous Opioid System with Personality Traits and Anxiety Level in Patients with Mitral Valve Prolapse» в журнале «International Journal of Psychophysiology» (том 106, 2016, с.135) без его ведома и согласия. Позднее на сайте РПО появилась информация, что Зинченко был включён в число соавторов по ошибке.
В 2021 году, в центре экспертиз СПбГУ была проведена научная экспертиза содержания опубликованных тезисов Первичко и соавторов, а также ряда других публикаций по тематике тезисов, выходивших у соавторов с 1999 года. Экспертиза сочла, что обвинения в плагиате являются необоснованными, а обвинители в плагиате сами публиковали данные Первичко и др. без указания, что эти данные не были получены ими самостоятельно.